# Vulturnus reticulata
Vulturnus reticulata är en insektsart som beskrevs av Carl Stål 1870. Vulturnus reticulata ingår i släktet Vulturnus och familjen dvärgstritar. Inga underarter finns listade i Catalogue of Life.